# Blepephaeus nigrostigma
Blepephaeus nigrostigma är en skalbaggsart som beskrevs av Wang och Fernando Chiang 1998. Blepephaeus nigrostigma ingår i släktet Blepephaeus och familjen långhorningar. Inga underarter finns listade.